# غاد فريدريك كليمنت
غاد فريدريك كليمنت (بالدنماركية: G.F. Clement)‏ هو رسام دنماركي، ولد في 9 يوليو 1867 في فريدريكسبرغ في الدنمارك، وتوفي في 7 يناير 1933 في كوبنهاغن في الدنمارك.